# Намібе (провінція)
Намібе (порт. Namibe (província)) — провінція в Анголі.
Провінція Намібе знаходиться на крайньому південному заході Анголи. На північ від неї лежить провінція Бенгела, на схід - провінції Уїла і Кунене. На півдні Намібе проходить державний кордон між Анголою і Намібією. На заході її територія омивається водами Атлантичного океану.
 
За часів португальського панування провінція Намібе називалася Мосамедиш.
Площа провінції становить 58 137 км². Чисельність населення дорівнює 313 667 осіб (2006). Адміністративний центр - місто-порт Намібе з населенням 132 900 (2004 рік). Другим за величиною містом провінції є Томбуа (колишня назва — Порто Александре).
Значну частину території провінції Намібе займає пустеля Наміб. Провінція заселена в основному гереро і представниками койсанських народів.
На території цієї провінції розташований Національний парк Іона (площею в 15 150 км ²) - найбільший природний резерват Анголи.
Поблизу берега пустелі Бентіаба були знайдені пізньокрейдяні скам'янілості акул, черепах, мозазаврів, плезіозаврів і зауропод.

## Муніципалітети
- Бібала
- Камакуйо
- Намібе
- Томбуа
- Вірей